# Autobusy miejskie we Wrocławiu
System komunikacji autobusowej we Wrocławiu w układzie stałym składa się ze 117 linii (48 normalnych, 4 pospiesznych, 4 szczytowych, 3 podmiejskich, 27 strefowych i 17 nocnych oraz 6 gminy Siechnice, 2 gminy Czernica i 8 gminy Kobierzyce). Ponadto istnieją także linie komercyjne.

## Linie
Do roku 1955 linie autobusowe (było ich 10) oznaczane były literami. W tymże roku, po dostawie nowych pojazdów (13 szt. Ikarusów 60 i 8 szt. Starów N52) wytyczono 3 nowe linie i jednocześnie zmieniono oznaczenia na liczbowe (od 100 wzwyż). 
Obecnie większość wrocławskich linii autobusowych ma trzycyfrowe numery (z wyjątkiem linii pospiesznych, które są oznaczane literami, oraz linii specjalnych na stadion, oznaczanych literą „S” i cyfrą, a także linii nocnych gmin ościennych oznaczanych literą N i dwiema cyframi). Pierwsza cyfra oznacza rodzaj linii:
- A–N – linie pospieszne (zatrzymują się na wybranych przystankach na trasie)
- Sx – linie specjalne uruchamiane podczas imprez
- Nxx - linie nocne (weekendowe) gmin ościennych niepodlegające pod Wydział Transportu (N04, N11 – Długołęka, N62 – Kobierzyce);
- 1xx – linie zwykłe
- 2xx – linie nocne
- 3xx – linie szczytowe (kursują tylko w dni robocze w godzinach szczytu) oraz linie specjalne uruchamiane w święto Wszystkich Świętych
- 4xx – zakres wolny (dawniej przeznaczony dla linii przyspieszonych)
- 5xx – linie komercyjne
- 6xx – linie podmiejskie
- 7xx – linie zastępcze uruchamiane na czas remontów (najczęściej „za tramwaj”)
- 8xx – linie gmin ościennych niepodlegające pod Wydział Transportu (8x0 – Siechnice, 8x2 – Kobierzyce, 8x5 – Czernica)
- 9xx – linie wyjeżdżające poza strefę miejską

| LINIA | KIERUNEK                                                                   | INFORMACJE                                                                                                 |
| ----- | -------------------------------------------------------------------------- | --- |
| 100   | Gaj-pętla - Mokry Dwór                                                     | |
| 101   | Kwiska - Leśnica                                                           | |
| 102   | Plac Jana Pawła II - Kosmonautów (Pętla)                                   | W związku z remontem tramwaje nie jeżdżą do Leśnicy, linia 102 na ten czas została przedłużona do Pilczyc. |
| 103   | Plac Jana Pawła II - Pracze Odrzańskie                                     | Niektóre kursy wydłużone do Janówka.                                                                       |
| 104   | Rędzińska - Ślazowa                                                        | |
| 105   | Kromera - Świniary                                                         | |
| 106   | Dworzec Główny (Dworcowa) - Port Lotniczny                                 | |
| 107   | Krzyki - Pracze Odrzańskie                                                 | |
| 108   | Dworzec Nadodrze - Kminkowa                                                | |
| 110   | Galeria Dominikańska - Iwiny-Rondo                                         | |
| 111   | Kminkowa - Osiedle Sobieskiego                                             | |
| 112   | Galeria Dominikańska - Krzyki                                              | Jedzie przez wieś Wysoka.                                                                                  |
| 113   | Galeria Dominikańska - Krzyki                                              | Jedzie tylko po Wrocławiu.                                                                                 |
| 114   | Galeria Dominikańska - Bieńkowice                                          | |
| 115   | Plac Grunwaldzki - Wojnów (Pętla)                                          | |
| 116   | Plac Grunwaldzki - Sołtysowice                                             | |
| 117   | Leśnica - Ratyń                                                            | |
| 118   | Sępolno - Rędziń                                                           | Ma też inne kursy: do Wojnowa, p. Fabrykę 3M, p. Volvo.                                                    |
| 119   | Racławicka - Sołtysowicka                                                  | |
| 120   | Galeria Dominikańska - Trestno (pętla)                                     | Niektóre kursy skrócone do Opatowic a nie które przedłużone do Blizanowic.                                 |
| 121   | Plac Grunwaldzki - Kiełczowska (Cmentarz)                                  | |
| 122   | Dworzec Autobusowy - Muchobór Wielki (Roślinna)                            | |
| 123   | Metalowców - Leśnica                                                       | |
| 124   | Księże Wielkie - Nowy Dwór P+R                                             | Jedzie przez Tarnogaj.                                                                                     |
| 125   | Brochów - Tyniecka (pętla)                                                 | |
| 126   | Kozanów - Wojszycka                                                        | |
| 127   | Kozia - Zwycięska                                                          | |
| 128   | Zakrzów - Nowy Dwór P+R                                                    | |
| 129   | Port Lotniczy - Poświęcka (Ośrodek Zdrowia)                                | |
| 130   | Osiedle Sobieskiego - Polanowice                                           | |
| 131   | Plac Grunwaldzki - Litewska                                                | |
| 132   | Kromera - Oporów                                                           | |
| 133   | Brochów - ROD Bielany                                                      | Ma też kurs skrócony do Połabianu i kursy przedłużone do Auchan i C.H. Aleja Bielany.                      |
| 134   | Księże Wielkie - Nowy Dwór P+R                                             | Jedzie przez Armii Krajowej.                                                                               |
| 136   | Kozanów - Tarnogaj                                                         | |
| 137   | Leśnica - Las Mokrzański                                                   | |
| 138   | Leśnica - Żar                                                              | |
| 142   | Paprotna - Jarnołtów                                                       | |
| 143   | Kminkowa - Sępolno                                                         | |
| 144   | Polanowice - Zwycięska                                                     | |
| 145   | Sępolno - Vivaldiego                                                       | |
| 146   | Bartoszowice - Gaj-pętla                                                   | |
| 147   | Mulicka - Kłokoczyce                                                       | |
| 148   | Jagodno P+R - Leśnica                                                      | |
| 149   | Plac Grunwaldzki - Kuźniki                                                 | |
| 150   | Litewska - Osiedle Sobieskiego                                             | |
| 151   | Plac Grunwaldzki - Pawłowice (Widawska)                                    | |
| 152   | Blacharska - Tarczyński Arena (Królewiecka)                                | |
|       |                                                                            | |
| 310   | Iwiny-Rondo - Parafialna                                                   | |
| 315   | Plac Grunwaldzki - Swojczyce                                               | |
| 319   | Kamieńskiego (Pętla) - Klecina (Stacja Kolejowa)                           | |
| 345   | Stadion Olimpijski - Stadion Olimpijski                                    | |
|       |                                                                            | |
| 602   | Dworzec Główny (Stawowa) - Biskupice Podgórne LG Energy Solution Wrocław I | |
| 607   | Kwiska - Biskupice Podgórne LG Energy Solution Wrocław I                   | |
| 612   | Dworzec Autobusowy - Krzyki                                                | Jedzie przez wsie: Wysoka, Śleza i Bielany Wrocławskie.                                                    |
|       |                                                                            | |
| 708   | Dworzec Główny - Tarnogaj                                                  | Linia tymczasowa (za tramwaj).                                                                             |
| 710   | Pilczyce - Leśnica                                                         | Linia tymczasowa (za tramwaj).                                                                             |
| 717   | Krzyki - Giełdowa (Centrum Hurtu)                                          | Linia tymczasowa (za tramwaj).                                                                             |
|       |                                                                            | |
| A     | Koszarowa (Szpital) - Krzyki                                               | |
| D     | Osiedle Sobieskiego - Giełdowa (Centrum Hurtu)                             | |
| K     | Kamieńskiego (Pętla) - Gaj-pętla                                           | |
| N     | Jagodno P+R - Litewska                                                     | |
|       |                                                                            | |
| 903   | Tarnogaj - Żórawina-Niepodległości (Mostek)                                | |
| 904   | Kromera - Łozina-Kościół                                                   | |
| 905   | Kromera - Szewce-Kościół                                                   | |
| 907   | Oporów - Pietrzykowice-Sportowa/Pętla                                      | |
| 908   | Dworzec Nadodrze - Psary-Wolności                                          | |
| 909   | Strzegomska (Krzyżówka) - Samotwór-Leśna                                   | |
| 911   | Plac Grunwaldzki - Piecowice                                               | |
| 913   | Krzyki - Żórawina-Niepodległości (Mostek)                                  | |
| 914   | Galeria Dominikańska - Długołeka-Selgros Pętla                             | |
| 917   | Leśnica - Gałów (Pętla)                                                    | |
| 920   | Galeria Domikańska - Wojnów (Pętla)                                        | |
| 923   | Leśnica - Brzezina (Pętla)                                                 | |
| 924   | Galeria Dominikańska - Stępin-Kościół                                      | |
| 927   | Nowy Dwór P+R - Smolec-Wiśniowa                                            | |
| 928   | Kromera - Januszkowice-Wrocławska                                          | |
| 930   | Kromera - Krzyżanowice                                                     | |
| 931   | Godzieszowa-Transformator - Kiełczówek-Pętla                               | |
| 933   | Krzyki - Zabrodzie-Pętla                                                   | |
| 937   | Leśnica - Brzezinka Średzka-PKP                                            | |
| 938   | Leśnica - Lutynia Centrum                                                  | |
| 934   | Mirków-Skrzy. Polna - Mulicka                                              | |
| 947   | Oporów - Smolec-Lipowa/Pętla                                               | |
| 948   | Leśnica - Lutynia-Pętla                                                    | |
| 958   | Leśnica - Księgnice P+R                                                    | |
| 961   | Plac Grunwaldzki - Brzezia Łąka-Główna Pętla                               | |
| 964   | Kromera - Brzezia Łąka-Główna Pętla                                        | |
| 967   | Fiołkowa - Smolec-Wiśniowa                                                 | |
|       |                                                                            | |
| 206   | Dworzec Autobusowy - Port Lotniczy                                         | |
| 240   | Dworzec Autobusowy - Dworzec Autobusowy                                    | |
| 241   | Pawłowice (Widawska) - Nowy Dwór P+R                                       | |
| 242   | Petrusewicza - Kowale                                                      | |
| 243   | Leśnica - Księże Wielkie                                                   | |
| 244   | Petrusewicza - Kminkowa                                                    | |
| 245   | Bieńkowice - Pracze Odrzańskie                                             | |
| 246   | Sołtysowice - Kozanów                                                      | |
| 247   | Polanowice - Giełdowa (Centrum Hurtu)                                      | |
| 248   | Poświęcka (Ośrodek Zdrowia) - Racławicka                                   | |
| 249   | Krzyki - Jarnołtów                                                         | |
| 250   | Dworzec Główny - Dworzec Główny                                            | |
| 251   | Litewska - Krzyki                                                          | |
| 253   | Sępolno - Leśnica                                                          | |
| 255   | Sępolno - Iwiny-Rondo                                                      | |
| 257   | Rędzin - Oporów                                                            | |
| 259   | Zwycięska - Wojnów (Pętla)                                                 | |
|       |                                                                            | |
| B     | Opera - Hala Stulecia                                                      | Linia turystyczna.                                                                                         |

## Tabor
MPK Wrocław eksploatuje liniowo pojazdy wyprodukowane przez trzy firmy – Volvo, Mercedes-Benz i Solaris. Od roku 2008 autobusy nie posiadające niskiej podłogi były sukcesywnie wycofywane. Ostatni kurs w pełni wysokopodłogowego Volvo B10MA odbył się 20 listopada 2015 r. i tym samym obecnie wszystkie autobusy są dostosowane do przewozu osób niepełnosprawnych. Wrocławskie MPK jako ostatnia firma w Polsce eksploatowała liniowo autobusy Jelcz M180.
Od stycznia 2014 r. do czerwca 2018 r. w MPK Wrocław testowany był pierwszy autobus z napędem hybrydowym (spalinowo-elektrycznym). Wydzierżawiono w tym celu jeden pojazd marki Volvo (model 7700 Hybrid). 
Od sierpnia 2014 r. rozpoczęły się dostawy autobusów Solaris Urbino dzierżawionych od Millenium Leasing przez MPK na okres dziesięciu lat. Dostawy zakończono w drugiej połowie listopada 2014 roku. Łącznie dostarczono 45 autobusów 12-metrowych i 12 autobusów 18-metrowych. W związku z dostarczeniem autobusów Solaris wycofano autobusy Ikarus 280 i Jelcz M120M. Po rozpoczęciu wykonywania przewozów przez podwykonawcę – firmę Michalczewski sp. z o.o. zostały wycofane pozostałe autobusy marki Jelcz – M121M, M121MB, M180, M181M i M181MB, oraz marki Volvo – B10MA.
Większość autobusów marki Volvo (7000, 7000A, 7700 oraz 7700A) zostało wycofanych w latach 2018–2021, a zamiast nich pojawiły się Mercedesy Citaro C2.
28 marca 2025 Przewoźnik unieważnił postępowanie przetargowe warte blisko 78 mln zł, z którym wybrany został Solaris. W piśmie można przeczytać: Zamawiający w dniu 28 marca 2025 roku dokonał odrzucenia ofert Wykonawców: Solaris Bus & Coach (…) oraz Wykonawcy Daimler Buses Polska (…) na podstawie art. 226 ust. 1 pkt 5 ustawy Pzp jako niezgodnych z warunkami zamówienia.
| Zdjęcie                       | Typ autobusu            | Nr taborowy          | Przegubowy          | przewóz osób na wózkach | klimatyzacja przestrzeni pasażerskiej | monitoring | Liczba |
| MPK Wrocław                   |                         |                      |                     |                         |                                       |            |        |
| ----------------------------- | ----------------------- | -------------------- | ------------------- | ----------------------- | ------------------------------------- | ---------- | ------ |
|                               | Mercedes-Benz O530      | 7300 – 7357          | N                   | przewóz osób na wózkach | 19                                    | monitoring | 58     |
|                               | Mercedes-Benz O530G     | 8300 – 8342          | T                   | przewóz osób na wózkach | 15                                    | monitoring | 42     |
|                               | Mercedes-Benz O530 C2   | 7401-7451            | N                   | przewóz osób na wózkach | klimatyzacja przestrzeni pasażerskiej | monitoring | 51     |
|                               | Mercedes-Benz O530G C2  | 8401-8490, 8511-8539 | T                   | przewóz osób na wózkach | klimatyzacja przestrzeni pasażerskiej | monitoring | 119    |
|                               | Solaris Urbino 12       | 5401 – 5445          | N                   | przewóz osób na wózkach | klimatyzacja przestrzeni pasażerskiej | monitoring | 45     |
|                               | Solaris Urbino 18       | 5601 – 5612          | T                   | przewóz osób na wózkach | klimatyzacja przestrzeni pasażerskiej | monitoring | 12     |
|                               | Volvo 7700              | 7035                 | N                   | przewóz osób na wózkach | N                                     | monitoring | 1      |
|                               | Volvo 7700A             | 2021                 | T                   | przewóz osób na wózkach | N                                     | monitoring | 1      |
|                               | Mercedes-Benz eCitaro G | 6001 – 6013          | T                   | przewóz osób na wózkach | klimatyzacja przestrzeni pasażerskiej | monitoring | 13     |
| Suma                          | Suma                    | Suma                 | tak – 187 nie – 155 | tak – 342               | tak – 274 nie – 68                    | tak – 342  | 342    |
| Michalczewski                 |                         |                      |                     |                         |                                       |            |        |
|                               | MAN Lion’s City         | 4400 – 4429          | N                   | przewóz osób na wózkach | klimatyzacja przestrzeni pasażerskiej | monitoring | 19     |
|                               | MAN Lion’s City G       | 4600 – 4642          | T                   | przewóz osób na wózkach | klimatyzacja przestrzeni pasażerskiej | monitoring | 43     |
|                               | Solaris Urbino 8,6      | 4500 – 4506          | N                   | przewóz osób na wózkach | klimatyzacja przestrzeni pasażerskiej | monitoring | 7      |
| Suma                          | Suma                    | Suma                 | tak – 43 nie – 27   | tak – 70                | tak – 70                              | tak – 70   | 70     |
| MPK WROCŁAW (dawniej Mobilis) |                         |                      |                     |                         |                                       |            |        |
|                               | Isuzu Citiport          | 4700 – 4717          | N                   | przewóz osób na wózkach | klimatyzacja przestrzeni pasażerskiej | monitoring | 18     |
|                               | Mercedes-Benz Conecto G | 4800 – 4811          | T                   | przewóz osób na wózkach | klimatyzacja przestrzeni pasażerskiej | monitoring | 12     |
| Suma                          | Suma                    | Suma                 | tak – 12 nie – 18   | tak – 30                | tak – 30                              | tak – 30   | 30     |
|                               |                         |                      |                     |                         |                                       |            |        |